# École supérieure de chimie, physique, électronique de Lyon
Fundada em 1883, a École supérieure de chimie, physique, électronique de Lyon (ou CPE Lyon) é uma escola de engenharia, instituição de ensino superior público localizada na cidade do Villeurbanne, França.
A CPE Lyon está entre as mais prestigiadas grandes écoles de 
Engenharia da França. 

## Famosos graduados
- Yves Chauvin, um químico francês nascido na Bélgica [3]